# Приключения Винни
«Приключения Винни» (англ. «The Many Adventures of Winnie the Pooh») — 22-й полнометражный анимационный фильм компании Disney 1977 года, снятый по мотивам наиболее известного литературного произведения британского писателя Алана Александра Милна — «Винни-Пух и все-все-все», режиссёра Вольфганга Райтермана.
В дальнейшем после этого мультфильма о Винни-Пухе компания Disney выпускала мультфильмы, уже не связанные с оригинальными сюжетами из книги Алана Милна. И только в 2011 году в свет вышел новый мультфильм «Медвежонок Винни и его друзья», основанный на книге.
Фильм включил в себя три ранее выпущенных короткометражных мультфильма:
- 1966: Winnie the Pooh and the Honey Tree (Винни-Пух и медовое дерево),
- 1968: Winnie the Pooh and the Blustery Day (можно перевести так же, как и советский мультфильм: Винни-Пух и день забот),
- 1974: Winnie the Pooh and Tigger Too! (Винни-Пух, а с ним и Тигра!).

## Сюжет
Истории взяты из трёх, выходящих ранее мультфильмов о Винни-Пухе.

### «Винни-Пух и медовое дерево» (1966)
В начале этой истории, рассказчик знакомит зрителей с жителями Стоакрового леса: Кристофером Робином, Иа-Иа, Кенгой, Крошкой Ру, Кроликом, Пятачком, Совой и Винни-Пухом. Следом, действия переносятся в дом Пуха, где медвежонок начал делать зарядку и позже проголодался. Увидев, что его горшок с мёдом опустел, он предпринимает несколько неудачных попыток стащить его у пчёл, и подходит к дому Кролика, где наедается настолько, что неделю не мог выйти из норы друга. Однако, позже Кристофер Робин и его друзья не могли вытащить медведя, и Кролик толкнул Винни так сильно, что Пух едва не вылетел из книги. По итогу он оказался в дереве, в котором есть очень много мёда.

### «Винни-Пух и день забот» (1968)
Пух поздравляет всех друзей с «ветредой» (ветренной средой), в том числе и Пятачка. Из-за плохой погоды они оказываются в доме у Совы. Тот рассказывает истории о своих родственниках, а Винни решил полакомиться мёдом. Ветер был настолько сильным, что дома Совы по итогу не осталось. Иа-Иа говорит, что начнёт поиски нового жилья для Совы. Позже, в одну ночь на Винни-Пуха неожиданно прыгнул Тигра, который спел о тиграх, чтобы представиться новому другу. Позже, он замечает на столе мёд, который ему не понравился. Он добавил что его способны есть только Слонопотамы и Ужастры, известные тем, что любят воровать мёд. Пух уснул и ему приснился кошмар о них. Пока Винни спал, начал лить сильный дождь. По итогу, по словам Кристофера Робина, он спас Пятачка и был объявлен праздник. Иа-Иа говорит, что нашел новый дом для Совы, но он не был надёжным. Пятачок даёт ему своё жильё, а сам переезжает к Винни-Пуху по обоюдному согласию.

### «Винни-Пух, а с ним и Тигра!» (1974)
Осенью, Тигра прыгает на всех друзей, чем выводит из себя Кролика. Тот совместно с Пухом и Пятачком решает отправить Тигру в лес, где он потеряется. По итогу, Винни с поросёнком решили, что лучше идти домой, чтобы поесть, а Кролик сам заблуждается в лесу. Его находит Тигра, сказав, что Тигры никогда не теряются. Далее наступает зима. Тигра с Крошкой Ру отправляются скакать по снегу и кататься на коньках, где первый сбил Кролика. Позже Тигра с маленьким кенгуру залезли на дерево. Ру знал как выбраться как выбраться, но тигр не особо, и он даже начал паниковать. По итогу он всё же вылез с помощью рассказчика. Все начинают скакать, пока Тигра пел «The Wonderful Thing About Tiggers».

### Конец мультфильма
Кристофер Робин сообщает Винни-Пуху и всем друзьям, что должен покинуть Стоакровый лес чтобы отправиться в школу. Когда медвежонок спросил, забудет ли Кристофер его, то получил ответ «Никогда, глупенький мой мишка!». Рассказчик говорит, что Пух с нетерпением будет ждать новой встречи со своим другом.

## Роли озвучивали
| Персонаж        | Озвучивание                 | Описание |
| --------------- | --------------------------- | --- |
| Винни-Пух       | Стерлинг Холлоуэй           | Жёлтый плюшевый мишка, главный герой мультфильма. Очень жизнерадостный персонаж, который любит мёд.                                                                              |
| Тигра (Тигруля) | Пол Уинчелл                 | Энергичный тигр, друг Винни-Пуха. Любит скакать и боится высоты. Считает, что лучшее в тиграх то, что он один такой.                                                             |
| Пятачок (Хрюня) | Джон Фидлер                 | Поросёнок, друг Винни-Пуха. Пятачок довольно пугливый, но открытый и добродушный.                                                                                                |
| Кролик          | Джуниус Мэтьюс              | Живой кролик. Несмотря на то, что большую часть мультфильма он проявляет дружеские чувства к Винни-Пуху, иногда его раздражает глупость и огромная любовь поесть главного героя. |
| Иа-Иа (Ушастик) | Ральф Райт                  | Старый ослик. Практически всегда грустный персонаж, у которого в один момент отвалился хвост.                                                                                    |
| Кристофер Робин | Брюс Райтерман Джон Уэлмсли | Мальчик, чьими игрушками являются все персонажи кроме Кролика и Совы. В реальности, был сыном Алана Милна, автора книг о Винни-Пухе.                                             |
| Сова (Филин)    | Хэл Смит                    | Мудрый, старый филин, друг Винни-Пуха. Имеет много родственников |
| Кенга           | Барбара Ладди               | Самка кенгуру, матушка Крошки Ру. |
| Крошка Ру       | Клинт Ховард                | Детёныш кенгуру, сын Кенги. Довольно храбрый, один из лучших друзей Тигры. |
| Суслик          | Ховард Моррис               | Гофер, проживающий под землёй. Суслика нет в оригинальной книге, что в один момент подмечает Винни-Пух.                                                                          |
| Рассказчик      | Себастьян Кэбот             | Человек, рассказывающий историю за кадром |

## Отзыв критика
Ещё успешнее у студии Диснея обстояли дела с мини-фильмами, основанными на всеми любимой книге А. Милна «Винни-Пух»: «Винни-Пух и медовое дерево» и «Винни-Пух и день забот». Эти умно задуманные среднеметражные ленты сохранили облик оригинальных иллюстраций Милна, распространив их существование на диснеевскую территорию. Получасовая продолжительность представляла разумный компромисс между коротким и длинным метром, давая возможность сценаристам и аниматорам выстроить убедительные характеры без необходимости обкорнать или растянуть сюжет. Эти прекрасные фильмы снял Вули Райтерман. Следующий фильм серии «Винни-Пух, а с ним и Тигра!» (1974) поставил Джон Лаунсбери.
— Леонард Молтин «О мышах и магии. История американского рисованного фильма» с.120